# Championnat de Finlande de football 1945-1946
Navigation
Saison précédente Saison suivante
La saison 1945-1946 du Championnat de Finlande de football était la 16e édition du championnat de première division en Finlande. Les 8 meilleurs clubs du pays sont répartis en une poule unique où ils s'affrontent deux fois, à domicile et à l'extérieur. L'équipe terminant à la première place remporte championnat fédéral. De plus, les 2 derniers de la poule sont relégués en D2. Le vainqueur du championnat fédéral dispute ensuite le Championnat de Finlande face au vainqueur du championnat des clubs « ouvriers ».
C'est le VIFK Vaasa, club fédéral, qui remporte la compétition en battant le club ouvrier du TPV Tampere. C'est le 2e titre de champion de Finlande de l'histoire du club.

## Les 8 clubs participants
- Sudet Helsinki
- TPS Turku
- VIFK Vaasa
- KPT Kuopio
- KIF Helsinki
- Drott Pietarsaari
- HPS Helsinki
- VPS Vaasa

## Compétition

### Championnat de la Fédération
Le barème de points servant à établir le classement se décompose ainsi :
- Victoire : 2 points
- Match nul : 1 point
- Défaite : 0 point

| Rang | Équipe            | Pts | J  | G  | N | P  | Bp | Bc | Diff |
| ---- | ----------------- | --- | -- | -- | - | -- | -- | -- | ---- |
| 1    | VIFK Vaasa        | 22  | 14 | 10 | 2 | 2  | 46 | 18 | +28  |
| 2    | TPS Turku         | 18  | 14 | 8  | 2 | 4  | 40 | 22 | +18  |
| 3    | VPS Vaasa T       | 18  | 14 | 8  | 2 | 4  | 27 | 16 | +11  |
| 4    | HPS Helsinki      | 17  | 14 | 7  | 3 | 4  | 23 | 11 | +12  |
| 5    | KIF Helsinki      | 15  | 14 | 6  | 3 | 5  | 25 | 32 | -7   |
| 6    | Sudet Helsinki    | 12  | 14 | 5  | 2 | 7  | 36 | 29 | +7   |
| 7    | KPT Kuopio        | 9   | 14 | 3  | 3 | 8  | 18 | 33 | -15  |
| 8    | Drott Pietarsaari | 1   | 14 | 0  | 1 | 13 | 16 | 70 | -54  |

|  | Participation à la finale |
|  | T : Tenant du titre       |

### Championnat de Finlande
| Équipe 1    | Résultat | Équipe 2   | Aller | Retour | Appui |
| ----------- | -------- | ---------- | ----- | ------ | ----- |
| TPV Tampere | 4 - 10   | VIFK Vaasa | 2 - 5 | 1 - 0  | 1 - 5 |

## Bilan de la saison
| Championnat de Finlande de football 1945-1946 |                       |
| Champion                                      | VIFK Vaasa (2e titre) |
| Promotions et relégations                     |                       |
| Promus en Mestaruussarja                      | HIFK                  |
| Promus en Mestaruussarja                      | HJK Helsinki          |
| Relégués en Ykkönen                           | KPT Kuopio            |
| Relégués en Ykkönen                           | Drott Pietarsaari     |